# 内毒素
内毒素是存在于病原体如细菌内的天然化合物，具有潜在的毒性。一般来说，内毒素不同于外毒素，活的细菌是不会分泌可溶性的内毒素的。内毒素是细菌的结构成分，当细菌被溶解时而被细菌释放出来。

## 脂多糖
内毒素的典型例子是各种革兰氏阴性菌外膜的脂多糖（LPS）或脂寡糖（LOS）。脂多糖一词可以与内毒素混用。不过，除了脂多糖外，其它的内毒素还有：
- 芽孢杆菌属的苏云金杆菌的德尔它内毒素，对人无毒，但对某些昆虫有毒。
- 唯一的革兰氏阳性菌产生毒素是李斯特菌属中的Listeria monocytogenes。